# سوبر ماريو بارتي
سوبر ماريو بارتي (بالإنجليزية: Super Mario Party‎؛ باليابانية: スーパー マリオパーティ‎، ‏سّوپّا ماريوه پاتي) هي لعبة حفلات طورتها إن دي كيوب ونشرتها نينتندو لمشغل نينتندو سويتش. وصفت الدفعة الحادية عشرة الرئيسية في سلسلة ماريو بارتي، هذه اللعبة بأنها «تحديث كامل» للسلسلة، حيث تعيد وتنشيط عناصر اللعب من الألعاب القديمة بينما تقدم أيضًا عناصر جديدة لتتماشى معها. صدرت في جميع أنحاء العالم في 5 أكتوبر 2018 وباعت 1.5 مليون نسخة بنهاية الشهر. اعتبارًا من 31 مارس 2021، باعت اللعبة أكثر من 14.79 مليون نسخة حول العالم، مما يجعلها واحدة من أكثر ألعاب نينتندو سويتش مبيعًا. ستصدر تكملة للعبة بعنوان ماريو بارتي سوبرستارز على نينتندو سويتش في 29 أكتوبر 2021.

## أسلوب اللعب
تعود سوبر ماريو بارتي إلى أسلوب لعب ماريو بارتي التقليدي لأول مرة منذ أكثر من عقد، وهو أسلوب ظل غائبًا عن الألعاب المنزلية منذ ماريو بارتي 8. وتلعب اللعبة باستخدام جهاز تحكم جوي-كون واحد لكل لاعب، مع لاعبين آخرين يحتاجون إلى أجهزة تحكم إضافية للعب النمط الجماعي.
وضع اللعبة التقليدي، «ماريو بارتي»، يضم ما يصل إلى أربعة لاعبين يتناوبون على خريطة لوحية بشكل مستقل. عند دور اللاعب، يدحرج نرد لتحديد عدد المساحات التي يتحركها اللاعب على الخريطة اللوحية، ويمكن استخدام العناصر التي جٌمِعَت لتغيير عدد المساحات التي يمكن للاعب تحريكها. كل مساحة لها وظيفة فريدة، مثل المساحات الزرقاء والحمراء التي تعطي وتأخذ ثلاث عملات على التوالي، ومساحات حسن الحظ والحظ السيئ تمنح اللاعب عواقب مفيدة أو غير مفيدة.
بعد أن يأخذ كل لاعب دوره، يتنافس الجميع في لعبة مصغرة تمنح العملات المعدنية بناءً على موضعهم. تختلف الألعاب المصغرة حسب القواعد وأنماط اللعب، مثل 4 لاعبين ضد بعض أو 2 ضد 2 أو 1 ضد 3 أو استخدام عناصر التحكم في الحركة أو إتش دي رامبل (بالإنجليزية: HD Rumble)‏. يوجد إجمالي 80 لعبة مصغرة في جميع أوضاع اللعبة، ويمكن لعبها جميعًا بشكل مستقل عن الخريطة اللوحية في قسم فري بلاي.
هناك نجمة واحدة تقع في مكان عشوائي في كل مرة؛ يمكن لأي لاعب يصل إليها أن ينفق عشر عملات معدنية لشرائها. يفوز اللاعب الذي حصل على أكبر عدد من النجوم والعملات المعدنية بنهاية اللعبة. يمكن أيضًا إنفاق العملات المعدنية على العناصر ذات الاستخدام الواحد لمنح اللاعب مزايا معينة على الخريطة اللوحية، مثل إضافة خطوات إلى لفة النرد الخاصة باللاعب، أو طرح خطوات من لفة النرد للاعب آخر، أو استخدام أنبوب ذهبي ليُنقَل اللاعب مباشرة إلى مكان النجمة.
يتمثل أحد الاختلافات الرئيسية مقارنة بألعاب المشغلات المنزلية السابقة في إدخال كتل النرد الخاصة بالشخصيات: كل شخصية لها كتلة نرد بديلة فريدة لها مجموعة مختلفة من الأرقام مقارنة بكتلة النرد التقليدية، بما في ذلك فرصة أعلى قليلاً من 3 (ماريو)، والمشي بالأرقام الزوجية فقط (بيتش)، والحصول على فرصة جيدة للفة عالية ولكن هناك أيضًا فرصة متساوية في احتمال خسارة العملات المعدنية (باوزر). الفرق الرئيسي الآخر هو دمج نظام الحليف من لعبة ماريو بارتي: ستار راش، حيث يمكن لكل لاعب تجنيد ما يصل إلى ثلاثة حلفاء من القائمة. يمكن لهؤلاء الحلفاء إضافة لفات إضافية إلى كتلة نرد اللاعب، وإقراض اللاعب كتلة النرد الخاصة بشخصيته طوال مدة اللعبة، ويمكن أن يظهروا كمساعدين في بعض الألعاب المصغرة.
بالإضافة إلى وضع ماريو بارتي التقليدي، يتتميز اللعبة بعدد من أوضاع اللعب الثانوية لنمط اللعب الجماعي. وضع بارتنر بارتي يملك فريقان من لاعبين يبحثان أيضًا عن النجوم، لكن اللاعبين أحرار في التحرك في أي اتجاه وعبور طريقهم الخاص، على غرار وضع تود سكرامبل من ماريو بارتي: ستار راش. يتميز هذا الوضع بالعناصر الفريدة وتخطيطات اللوحة المعاد تصميمها. في وضع ريفر سرفايفل، يجب أن يعمل أربعة لاعبين معًا للتنقل عبر سلسلة منحدرات مائية ضمن مهلة زمنية. يتميز هذا الوضع بألعاب مصغرة حصرية تركز على التعاون وتكافئ الفريق بمكافآت الوقت. في وضع ساوند ستايج، يتنافس اللاعبون في سلسلة من ألعاب الإيقاع التي يُتَحَكَّم فيها بالحركة في أحد إعدادات الصعوبة الثلاثة، ويفوز اللاعب صاحب أعلى الدرجات بنهاية.
وضع اللعب النهائي الذي يركز على اللاعبين المتعددين هو تودز ريك روم، حيث يمكن للاعبين أخذ مشغلي نينتندو سويتش وترتيبها ومزامنتها وضعها قرب بعض لإنشاء بيئات أكبر متعددة الشاشات. تتضمن الألعاب المصغرة المميزة بهذا الوضع نسخة محسّنة من لعبة شيل شوكد المصغرة من ماريو بارتي 2، ولعبة فريدة من نوعها في البيسبول. آخر وضع رئيسي للعبة هو تشالنج رود، وهو عبارة عن وضع للاعب واحد يشارك فيه في كل لعبة مصغرة واردة في اللعبة، بما في ذلك تلك الموجودة في ريفر سرفايفل وساوند ستايج، مع تحديات فريدة مرتبطة بها الآن. يُلغَى قُفل هذا الوضع عندما تلعب جميع الألعاب المصغرة مرة واحدة على الأقل في أوضاعها الخاصة.
بالإضافة إلى اللعب المحلي، تتميز سوبر ماريو بارتي بوجود لاعبين متعددين عبر الإنترنت لأول مرة في سلسلة ماريو بارتي. في وضع أونلاين ماريوثون، يمكن للاعبين فقط لعب مجموعة مختارة من عشرة ألعاب مصغرة من أصل 80 لعبة مصغرة للعبة مع لاعبين آخرين عبر الإنترنت، بغض النظر عن ألعاب الخريطة. يتنافس اللاعبون في وضع أونلاين ماريوثون بخمس ألعاب مصغرة اختيرت عشوائيًا من بين العشرة المذكورة أعلاه، بهدف الحصول على أعلى درجة مجمعة بحلول النهاية. كما أنه يتميز أيضًا بلوحة المتصدرين ونظام الترتيب، بالإضافة إلى المكافآت التي يمكن للاعب الحصول عليها عند لعب الوضع. عند إصدار اللعبة، لم يكن مسموحًا بلعب وضعي ماريو بارتي وبارتنر بارتي باتصال الإنترنت. ومع ذلك، في 27 أبريل 2021، أصدرت نينتندو تحديث 1.1.0، والذي يسمح بالوصول الكامل إلى أوضاع ماريو بارتي وبارتنر بارتي وفري بلاي للاعبين المتعددين عبر الإنترنت. يسمح هذا التحديث أيضًا باستخدام ميزة الدعوة المضمنة في نينتندو سويتش. يمكن تشغيل كل هذه الأوضاع مع الأشخاص الموجودين في قائمة الأصدقاء أو في ردهات محمية برمز مرور، ويمكن تشغيل 70 من إجمالي 80 لعبة مصغرة عبر الإنترنت، حيث تكون الألعاب المصغرة العشرة المحذوفة من وضع ساوند ستايج.

### الشخصيات القابلة للعب
تتميز سوبر ماريو بارتي بأكبر قائمة من الشخصيات القابلة للعب في سلسلة ماريو بارتي حتى الآن. تشمل القائمة: ماريو ولويجي ويوشي وبيتش وديزي وروزالينا وواريو ووالويجي ودونكي كونغ وكوبا تروبا وهامر برو ودراي بونز، وشاي غاي وبو وباوزر وباوزر جونيور الذين عادوا جميعهم مرة أخرى، مع إمكانية تشغيل باوزر بالكامل لأول مرة. تشمل الشخصيات الجديدة القابلة للعب في السلسلة ديدي كونغ، الذي ظهر سابقًا كشخصية قابلة للعب في ألعاب ماريو بارتي المحمولة؛ وبوم بوم، وغومبا، ومونتي مول، لم يكن أي منهم في السابق شخصية قابلة للعب في ماريو بارتي، فهذه اللعبة هي أول ظهور لبوم بوم في السلسلة، وظهر غومبا ومونتي مول كشخصيات غير قابلة للعب خلال السلسلة.

## التطوير
طورت إن دي كيوب سوبر ماريو بارتي، الذي طورت كل ألعاب ماريو بارتي ابتداءًا من ماريو بارتي 9 (2012). كشفت نينتندو عن اللعبة في 12 يونيو 2018 خلال عرض نينتندو دايركت لمعرض الترفيه الإلكتروني 2018، حيث كانوا أعلن أيضًا أن اللعبة ستصدر في 5 أكتوبر 2018 حصريًا لنينتندو سويتش. في أغسطس 2018، ذكرت نينتندو أن سوبر ماريو بارتي لن تدعم جهاز تحكم نينتندو سويتش برو. لاحقًا في سبتمبر 2018، كُشِفَ عن أن سوبر ماريو بارتي لن تدعم الوضع المحمول، نظرًا لأن اللعبة تدعم جوي-كون واحدًا لكل لاعب.

## التقييم
| التقييم |            |
| --- | ---------- |
| مجموع النقاط المجموع نقاط ميتاكريتيك 76/100 نتائج المراجعة نشرة نقاط دستركتويد 7.5/10 [ 15 ] إلكترونك غيمينغ مونثلي 9/10 فاميتسو 34/40 [ 16 ] غيم إنفورمر 7.25/10 غيم سبوت 7/10 آي جي إن 7.3/10 نينتندو لايف نينتندو ورلد ريبورت 8.5/10 [ 17 ] يو إس غيمر [ 18 ] |            |
| مجموع النقاط |            |
| المجموع | نقاط       |
| ميتاكريتيك | 76/100     |
| نتائج المراجعة |            |
| نشرة | نقاط       |
| دستركتويد | 7.5/10     |
| إلكترونك غيمينغ مونثلي | 9/10       |
| فاميتسو | 34/40      |
| غيم إنفورمر | 7.25/10    |
| غيم سبوت | 7/10       |
| آي جي إن | 7.3/10     |
| نينتندو لايف | 8/10 stars |
| نينتندو ورلد ريبورت | 8.5/10     |
| يو إس غيمر | [ 18 ]     |

تلقت سوبر ماريو بارتي «تقييمات مواتية بشكل عام» وفقًا لمجمع المراجعة ميتاكريتيك، لتصبح اللعبة الوحيدة الأعلى تقييمًا في السلسلة منذ ماريو بارتي 2. ادعى ساميول كليبورن من آي جي إن أن «سوبر ماريو بارتي هي أفضل لعبة حفلات في جيلين من مشغلات الألعاب» وهذا «يقدم تجربة نمط اللعبة الجماعي التي تشتهر بها السلسلة». أشاد جوردان رامي من غيم سبوت بشكل خاص بتضمين كتل النرد الخاصة بالشخصيات، مشيرًا إلى أنها «أضافت لحظات صغيرة من الإستراتيجية إلى سلسلة اعتمدت لفترة طويلة جدًا على العشوائية». إيفان سليد من إلكترونك غيمينغ مونثلي، مثل رامي، رحب بشدة بإزالة ميكانيكي السيارة من الجزئين السابقين للمشغلات المنزلية، ماريو بارتي 9 و10. لم يرحب أليكس أولني من نينتندو لايف، مثل سليد وكيلبورن، بحذف السيارة فحسب، بل أشاد أيضًا بالعرض العام للعبة. أشار أولني بشكل خاص إلى العالم المحوري الجديد كنقطة ثناء، مشيرًا إلى أنه أضاف سحرًا للعبة حتى لو لم يكن تضمينًا ضروريًا حقًا. بينما أُشِيدَ باللعبة لتنوعها الكبير في أوضاعها وشخصياتها، فإن بعضًا من أفضل الثناء قد ذهب إلى الألعاب المصغرة، حيث زعمت براين شيا من غيم إنفورمر أن «يلمع الضوء ساطعًا بدرجة كافية بحيث عندما تنبثق الفوضى العرضية، لا أمانع». كانت هناك نقطتان شائعتان في النقد هما أن هناك أربع خرائط لوحية فقط لكل من ماريو بارتي وبارتنر بارتي، مما يحد بشدة من إمكانية إعادة تشغيل اللعبة وفقًا للعديد من المنافذ، وتقييد القدرة على اللعب فقط باستخدام أجهزة تحكم جوي-كون.

### المبيعات
باعت لعبة سوبر ماريو بارتي 142,868 نسخة خلال أول يومين لها في اليابان، متجاوزة بذلك أسلافها من المشغلات المنزلية. ظهرت سوبر ماريو بارتي في المركز الخامس على مخططات مبيعات المملكة المتحدة للنسخ المادية المباعة، حتى خلال جدول إصدار مزدحم للغاية. بحلول 31 أكتوبر 2018، وصل إجمالي مبيعات اللعبة إلى أكثر من 1.5 مليون نسخة، متجاوزًا بكثير توقعات نينتندو وجعلها أسرع لعبة في السلسلة مبيعًا منذ ماريو بارتي 6. اعتبارًا من مارس 2019، باعت اللعبة 1.22 مليون نسخة في اليابان. بلغ إجمالي المبيعات العالمية 14.79 مليون نسخة بحلول 31 مارس 2021، مما يجعلها سابع أكثر لعبة مبيعًا على نينتندو سويتش.

### الجوائز
| السنة | الجائزة                                                  | التصنيف                                                   | النتيجة | المرجع        |
| ----- | -------------------------------------------------------- | --------------------------------------------------------- | ------- | ------------- |
| 2018  | جوائز غيمز كوم                                           | أفضل لعبة عائلية                                          | فوز     | [ 30 ]        |
| 2018  | جوائز اللعبة 2018                                        | أفضل لعبة عائلية                                          | رُشِّح     | [ 31 ]        |
| 2018  | جوائز اختيار اللاعبين                                    | لعبة متعددة اللاعبين الصديقة للعائلة المفضلة لدى المعجبين | فوز     | [ 32 ]        |
| 2018  | جوائز تيتانيوم                                           | أفضل لعبة اجتماعية / عائلية                               | رُشِّح     | [ 33 ]        |
| 2018  | جوائز الألعاب الأسترالية                                 | لعبة الأسرة / الأطفال للسنة                               | رُشِّح     | [ 34 ]        |
| 2018  | جوائز الألعاب الأسترالية                                 | لعبة السنة                                                | رُشِّح     | [ 34 ]        |
| 2019  | جوائز الأكاديمية الوطنية لمراجعي تجارة ألعاب الفيديو     | لعبة، امتياز العائلة                                      | فوز     | [ 35 ] [ 36 ] |
| 2019  | جوائز اختيار الأطفال 2019                                | لعبة الفيديو المفضلة                                      | رُشِّح     | [ 37 ]        |
| 2019  | حفل توزيع جوائز الأكاديمية البريطانية الخامس عشر للألعاب | عائلة                                                     | رُشِّح     | [ 38 ]        |
| 2019  | حفل توزيع جوائز الأكاديمية البريطانية الخامس عشر للألعاب | جماعية                                                    | رُشِّح     | [ 38 ]        |
| 2019  | جوائز ألعاب الفيديو الإيطالية                            | اختيار الناس                                              | رُشِّح     | [ 39 ]        |
| 2019  | جوائز ألعاب الفيديو الإيطالية                            | أفضل لعبة عائلية                                          | رُشِّح     | [ 39 ]        |

## وصلات خارجية
- الموقع الرسمي
- سوبر ماريو بارتي على موقع IMDb (الإنجليزية)